# تقویت‌کننده امپدانس‌انتقالی

عکس. ۱. تقویت‌کننده ام‍پدانس‌انتقالی ساده شده

در الکترونیک، تقویت‌کننده ام‍پدانس‌انتقالی (تی‌آی‌ای) نوعی مبدل جریان به ولتاژ است که تقریباً منحصراً با یک یا چند تقویت‌کننده عملیاتی (op-amp) اجرا می‌شود. از تی‌آی‌ای برای تقویت خروجی جریان لامپ‌های گایگر-مولر، لامپ‌های فزون‌سازنوری، شتاب‌سنج‌ها، ردیاب‌های نوری و انواع دیگر حسگرها به یک ولتاژ قابل استفاده، استفاده می‌شود. چندین پیکربندی مختلف از تقویت‌کننده‌های امپدانس‌انتقالی وجود دارد که هر کدام برای یک کاربرد خاصی مناسب هستند. یکی از عواملی که در همه آن‌ها مشترک است نیاز به تبدیل جریان سطح-کم سنسور به ولتاژ است. بهره، پهنای‌باند، و همچنین ورودی آفست جریان و ورودی آفست ولتاژ با انواع مختلف سنسورها تغییر می‌کند، که نیاز به پیکربندی‌های مختلفی از تقویت‌کننده‌های امپدانس‌انتقالی است.

## کارکرد دی‌سی
بنابراین

شکل ۲ تقویت کننده امپدانس‌انتقالی با یک فوتودیود بایاس معکوس شده

بهره دی‌سی و فرکانس-پایین یک تقویت‌کننده امپدانس‌انتقالی توسط این معادله تعیین می‌شود:
{\displaystyle -I_{\text{in}}={\frac {V_{\text{out}}}{R_{\text{f}}}},}
همچنین می‌توان با استفاده از ترانزیستور اثر میدانی برای عنصر بهره، یک تقویت کننده امپدانس‌انتقالی با اجزای گسسته ساخت. این کار در مواردی انجام شده‌است که نیاز به شکل نویز بسیار کم باشد.
{\displaystyle {\frac {V_{\text{out}}}{I_{\text{in}}}}=-R_{\text{f}}}

## طراحی گسسته تی‌آی‌ای
همچنین می‌توان با استفاده از ترانزیستور اثر میدانی برای عنصر بهره، یک تقویت‌کننده امپدانس‌انتقالی با اجزای گسسته ساخت. این کار در جایی انجام شده‌است که نیاز به شکل نویز بسیار کم باشد.